# Tivadar Kiss
Tivadar Kiss (Budapest, 1891 – 2 giugno 1945) è stato un allenatore di calcio ungherese.

## Carriera
Allenò la Nazionale ungherese tra nel 1928, ricoprendo il ruolo da CT solo nella sconfitta per 5-1 contro l'Austria.